# Église Sainte-Marguerite (Sainte-Marguerite)
Pour les articles homonymes, voir église Sainte-Marguerite.
L'église Sainte-Marguerite est un édifice situé dans la ville de Sainte-Marguerite, dans les Vosges en région Grand Est.

## Histoire
Le clocher est inscrit au titre des monuments historiques par arrêté du 16 mars 1926.

## Description
La nef actuelle date de 1835, l'église dispose de huit statues modernes.